# Saint-Martin-des-Lais
Saint-Martin-des-Lais település Franciaországban, Allier megyében. Lakosainak száma 125 fő (2022. január 1.). Saint-Martin-des-Lais Gannay-sur-Loire, Garnat-sur-Engièvre, Paray-le-Frésil, Cronat, Lesme és Vitry-sur-Loire községekkel határos.

## Népesség
A település népessége az elmúlt években az alábbi módon változott:
| Lakosok száma | 226  | 189  | 174  | 141  | 136  | 128  | 123  | 124  | 124  | 125  |
|               | 1968 | 1982 | 1990 | 2006 | 2013 | 2015 | 2017 | 2019 | 2020 | 2022 |